# عبدالباسط عبدالصمد
عبدالباسط محمد عبدالصمد سلیم داود (۱ ژانویهٔ ۱۹۲۷ – ۳۰ نوامبر ۱۹۸۸) قاری اهل قاهره بود. او پرطرفدارترین قاری جهان اسلام است. به دلیل سبک آهنگین، قدرت صدا، لحن احساسی او را حنجره طلایی نامیدند. وی بزرگ‌ترین سفیر قرآن و مسلمانان بود. او طرفداران و مقلدان فراوانی در سرتاسر جهان دارد. وی همچنین نخستین رئیس اتحادیهٔ قاریان و حافظان قرآن در مصر بوده‌است. معمولاً از عبدالباسط، منشاوی، خلیل الحصری و مصطفی اسماعیل به سبب تأثیر بزرگی که در جهان اسلام داشته‌اند به عنوان چهار قاری مهم و بزرگ قرآن در دوران معاصر نام می‌برند.

## زندگی
عبدالباسط محمد عبدالصمد در سال ۱۹۲۷ در روستای «المزاعزه» یکی از توابع شهر ارمنت در استان قنا در جنوب مصر به دنیا آمد پدربزرگ او مدرّس حفظ و تجوید قرآن بود. عبدالباسط در ۶ سالگی به مکتب حفظ قرآن در ارمنت رفت. در ۹ سالگی حافظ کل قرآن شد. پس از اینکه عبدالباسط به سن ۱۲ سالگی رسید از هر شهر و روستا در استان قنا و مخصوصاً از جانب اصفون المطاعنه دعوت‌هایی به سوی او روانه شد، چراکه گواهی محمد سلیم که به عبدالباسط اعطا شده بود نقطه اطمینان همه مردم بود.
او در سال ۱۹۵۰ به مراسمی که برپا شده بود رفت. در آن مجلس یکی از نزدیکان عبدالباسط از مسؤلان مجلس اجازه خواست تا او ده دقیقه‌ای را به تلاوت بپردازد. عبدالباسط آیاتی از سوره احزاب را تلاوت کرد و این تلاوت عبدالباسط یک و نیم ساعت ادامه پیدا کرد و بسیار مورد استقبال مردم قرار گرفت.
در سال ۱۹۵۱ عبدالباسط به رادیو مصر رفت. او پس از به دست آوردن شهرتی که در طول چند ماه به‌دست آورده بود به قاهره مهاجرت کرد. با پیوستن او به رادیو، استقبال مردم در مصر برای خرید گیرنده‌های رادیوئی زیاد شد و در بیشتر خانه‌ها گسترش یافت.

## شهرت
عبدالباسط در ماه رمضان و روزهای دیگر سال به کشورهای مختلفی برای برگزاری محافل قرآنی و در پی دعوت‌هایی که از او می‌شد، رهسپار شد. او در سفر به جاکارتا، اندونزی در بزرگ‌ترین مساجد آن‌جا به تلاوت قرآن پرداخت. در یکی از مساجد بیش از ۲۵۰ هزار نفر تا صبح در حالی که سر پا ایستاده بودند به صدای او گوش می‌دادند. از مساجدی که او در آن‌ها به تلاوت پرداخته‌است، مسجدالحرام در مکه، مسجد نبوی در مدینه، مسجد الاقصی در قُدس و مسجد ابراهیمی در فلسطین بوده‌اند.
عبدالباسط در اتوبیوگرافی خود می‌گوید: «من به ۱۴ ایالت از ایالات آمریکا که در آن‌ها مراکز مسلمین وجود داشت سفر کرده‌ام که تعداد زیادی از مسلمین در این مراکز هستند. از تفضل خدا، در همهٔ کشورها موفق بودم. در لس آنجلس ۶ نفر پس از شنیدن تلاوت قرآن کریم به دین اسلام روی آوردند؛ در اوگاندا ۹۲ نفر. در آن‌جا دو مجلس داشتم؛ در یکی ۷۲ نفر از آن‌ها و بقیه در مجلس دوم به دین اسلام روی آوردند. حتی یک خانم گویندهٔ تلویزیون همراه من بود که در آخرین روز خواست دستم را ببوسد و من متأثر شدم ولی نپذیرفتم. او تقاضا کرد به حج برود. به اوگاندایی‌ها گفتم اگر اجازه بدهید، بگذارید این خانم امسال به مسافرت حج برود. پس از آن، خواست که نامش را تغییر دهد، من نام «آمنه» را برایش انتخاب کردم.»
یاسر فرزند عبدالباسط نقل می‌کند: «روزهای شنبهٔ هر هفته ساعت هشت تلاوت پدر از رادیو مصر پخش می‌شد. در این ساعت همهٔ اعضای خانواده بر سر سفره و کنار هم نزد پدر می‌نشستیم و به تلاوت ایشان گوش فرا می‌دادیم. همگی ما به مدت نیم ساعت سراپا گوش می‌شدیم، هیچ‌کس تکان نمی‌خورد و حتی صندلی را هم تکان نمی‌داد و مرحوم پدر در اثنای پخش تلاوت، سر خود را روی آستین‌اش می‌گذاشت و به فکر فرومی‌رفت. ایشان در منزل با صوت تلاوت قرآن نمی‌کرد، مگر زمانی که عده‌ای از خبرنگاران یا مجریان رادیو یا عکاسان در منزل حضور می‌یافتند. اما عادت همیشگی ایشان این بود که هر روز پس از نماز صبح در اتاق خود قرآن می‌خواند. من وقتی شش ساله بودم با ایشان به مسجد امام شافعی می‌رفتم و به تلاوت‌های ایشان گوش می‌دادم.
در برخی مراسم و محافل قرآنی و جشن‌ها که ایشان به تلاوت می‌پرداختند مردم حاضر از ایشان می‌خواستند تلاوت‌اش را تکرار کند. من دوست داشتم که در برنامه‌های تلاوت ایشان همراه پدر باشم، او همواره مرا به تلاوت قرآن تشویق می‌کرد. به یاد دارم هر وقت در اتاق، قرآن می‌خواندم و او در اتاق دیگری بود و از حضور ایشان بی‌خبر بودم، او صبر می‌کرد تا من به آخر آیه برسم آنگاه وارد اتاق می‌شد. اگر در زمان تلاوت وارد می‌شد من تلاوت را قطع می‌کردم و او برای این‌که من کارم را کامل تمام کنم پس از تمام کردن آیه به نزدم می‌آمد، و این خاطرهٔ زیبایی برای من است.»
آنچه که از وی برای مسلمانان باقی مانده‌است، قرائت‌های او طی بیش از نیم قرن که در نوارها ضبط شده‌است و در دنیای اسلام استفاده می‌شود.

## درگذشت
وی در سال های پایانی عمر دچار نابینایی بر اثر دیابت شد و در نهایت او در روز ۳۰ نوامبر ۱۹۸۸ (۹ آذر ۱۳۶۷) بر اثر بیماری دیابت و التهاب کبد در قاهره درگذشت.